# Гольдштейн Мойсей Маркович
В. Володарський (справжнє ім'я — Мойсе́й Ма́ркович Гольдште́йн) (11 грудня 1891, містечко Остропіль, Волинська губернія — 20 червня 1918, Петроград) — діяч російського революційного руху єврейського походження.

## Біографія
Народився в єврейській родині ремісника. Вступив до 5-го класу гімназії в Дубному, через рік був виключений.
Член Бунду з 1905 р., потім працював в організації українських соціал-демократів «Спілка». Під час революції 1905—1907 рр. складав і друкував нелегальні відозви, організовував мітинги. З 1908 по 1911 р. працював революційним агітатором у Волинській і Подільській губерніях. У 1911 році засланий до Архангельської губернії, звільнений за амністією у 1913 р.
1913 року емігрував до США, де вступив у соціалістичну партію і міжнародну профспілку кравців. Під час Першої світової війни разом з Бронштейном (Троцьким) і Бухаріним видавав газету «Новий світ».
Після Лютневої революції повернувся в Росію, більшовик, призначений головним агітатором Петроградського комітету РКП (б). Увійшов до президії Петроградської ради і Петроградської міської думи. На 2-му Всеросійському з'їзді рад обраний до Президії ВЦВК. Учасник Жовтневого перевороту.
У 1918 році — комісар друку, пропаганди та агітації. Творець та редактор одного з головних більшовицьких «органів преси» — «Червоної газети». На початку 1918 року відряджений ЦК на з'їзд армій Румунського фронту для агітації серед військових.
Застрелений по дорозі на мітинг. 20 червня 1918 Гольдштейн їхав автомобілем на черговий мітинг на Обухівському заводі. У провулку за каплицею його вже чекав есер-бойовик М. Сергєєв. Про замах на Володарського збереглися свідчення його шофера Гуго Юргенса.
Похований на Марсовому полі в Санкт-Петербурзі.

## Пам'ять
Вулиці Володарського існували в багатьох містах України, зокрема, в Києві його ім'я мала у 1926—1941 і в 1944—2000 роках Золотоустівська вулиця.
Вулиця Монастирська у Вінниці до 2015 року мала назву Володарського.
Меморіальну дошку В. Володарському в місті Кропивницький демонтовано 5 серпня 2022 року.
Ім'ям Володарського було названо Володарський міст у Ленінграді і селище на південно-західній околиці того міста, а також безліч вулиць і ряд населених пунктів у Росії й Україні, зокрема, селища міського типу Володарськ-Волинський та Володарське в Україні.